# Сильверио, Виктор
Виктор Сильверио Пинто (кат. Victor Silverio Pinto; 15 апреля 1997) — андоррский футболист, вратарь клуба «Пас». Выступал за юношеские сборные Андорры до 17 и до 19 лет, а также за молодёжную сборную до 21 года.

## Биография

### Клубная карьера
Воспитанник команды «Андорра». Сильверио участвовал в осеннем турнире Футбольной федерации Андорры. В сезоне 2015/16 сыграл в семнадцати играх за молодёжную команду «Андорры». В составе основной команды дебютировал в последнем туре Примеры Каталонии сезона 2015/16 в матче против клуба «Тона» (2:5).
Летом 2016 года Сильверио, вместе с партнёром по команде Алексом Вильяграсой, стал игроком «Санта-Коломы» из чемпионата Андорры. В Примера Дивизио дебютировал 16 октября 2016 года в матче против «Ордино» (2:1).

### Карьера в сборной
Выступал за юношескую сборную Андорры до 17 лет и провёл в её составе пять матчей. За сборную до 19 лет сыграл также в пяти играх. В 2013 году начал приглашаться в молодёжную сборную Андорры до 21 года. Сильверио являлся основным вратарём команды в квалификации на чемпионате Европы 2017. Виктор принял участие в игре 16 июня 2015 года против Литвы (1:0). Этот матч закончился первой в истории молодёжной сборной Андорры победой. Всего же за молодёжную команду провёл десять матчей.
В сентябре 2014 года главный тренер национальной сборной Андорры Кольдо впервые вызвал Сильверио в стан команды на игру отборочного турнира к чемпионату Европы 2016 против Уэльса. В марте 2015 года вызывался на игру против Боснии и Герцеговины. В июне 2015 года Виктор приглашался в стан сборной на игру против Экваториальной Гвинеи и Кипра. В ноябре 2016 года вызывался на матч против Венгрии. В марте 2017 года был вызван на товарищескую игру против Сан-Марино.

## Достижения
- Чемпион Андорры: 2016/17